# Décès en avril 1973
Décès
- 1969
- 1970
- 1971
- 1972
- 1973
- 1974
- 1975
- 1976
- 1977

Pour une information complémentaire, voir la page d'aide.

| Date     | Nom           | Pays                 | Activités       | Âge | Source |
| -------- | ------------- | -------------------- | --------------- | --- | ------ |
| 11 avril | Henry-Jacques | Drapeau de la France | Poète français. | 87  |        |